# Izdebczyska

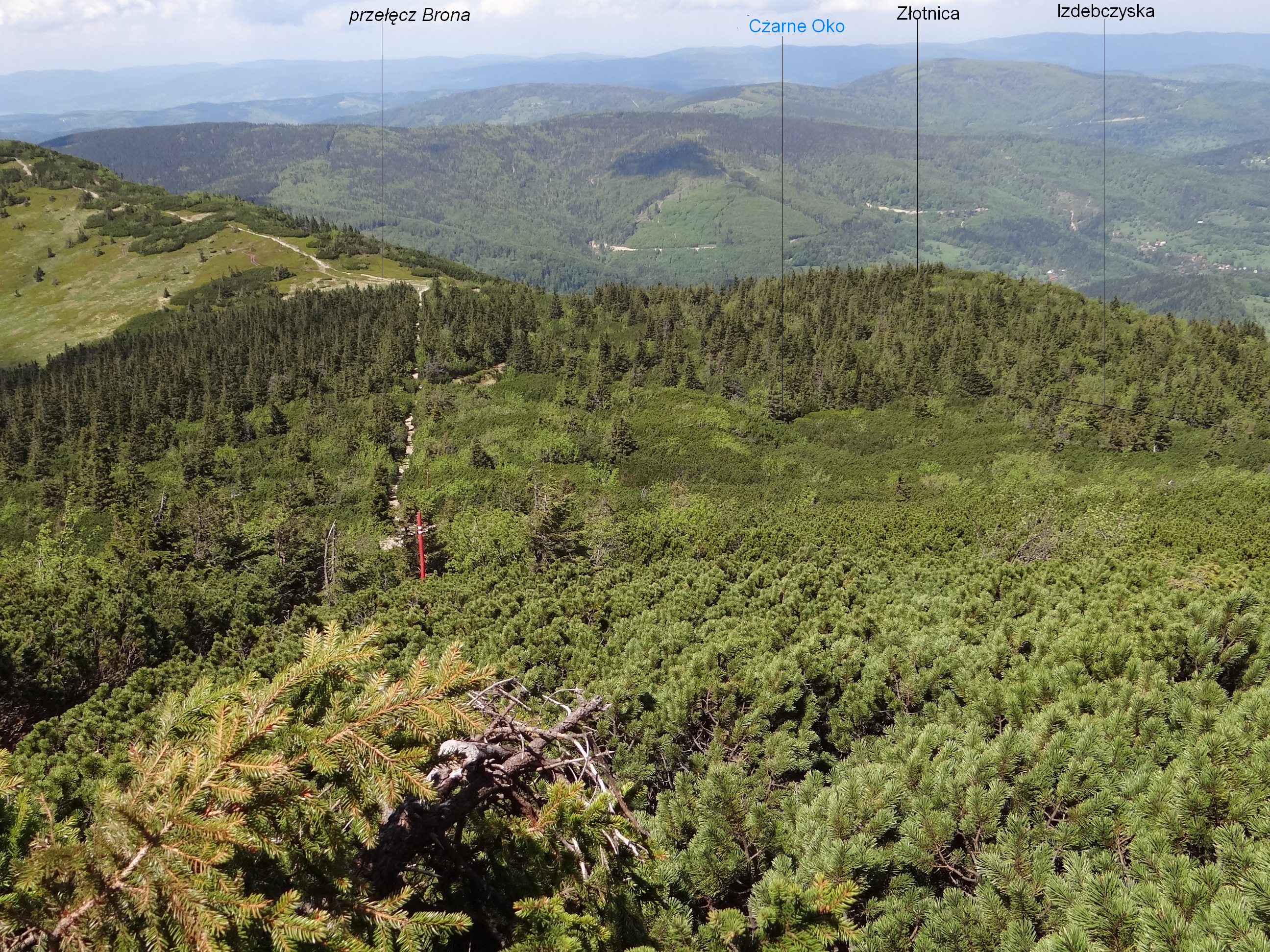
Widok z Kościółków

Izdebczyska – najdłuższy rów zboczowy w masywie Babiej Góry w Beskidzie Żywiecko-Orawskim. Powstał w wyniku obrywu stoków Złotnicy. Znajduje się po orograficznie lewej stronie szlaku turystycznego z przełęczy Brona na Kościółki (i dalej na Diablak). Jest to skalne rumowisko zarośnięte kosodrzewiną. Znajduje się w Babiogórskim Parku Narodowym, w granicach wsi Zawoja, w województwie małopolskim, w powiecie suskim, w gminie Zawoja.
Miejsce to znane jest także pod nazwami Zbójecki Wąwóz lub Urwisty Wąwóz. Nazwa Izdebczysk pochodzi od tego, że znajdują się w nich niewielkie szczeliny skalne i jaskinie, przez miejscową ludność dawniej nazywane izdebkami. Największe z nich to Zbójnicka Grota i Słowikowa Studnia (już zawalona). Według ludowych podań dawniej obozowali tutaj zbójnicy, dzielili zdobyte skarby oraz urządzali alkoholowe libacje. Wśród miejscowej ludności silne było przekonanie o skarbach, jakie ukryli w tym miejscu. Legendy mówią także o zaklętych mocach strzegących te miejsca przed niepowołanymi. Mimo tych przesądów Izdebczyska penetrowane były przez poszukiwaczy skarbów, pozostałością po tych poszukiwaniach są wyryte na skałach tajemnicze znaki i rysunek kotlika ze skarbami.
W dolnym końcu Izdebczysk, ok. 150 m na południowy wschód od przełęczy Brona znajduje się niewielki stawek Czarne Oko, poniżej w stokach Złotnicy i przełęczy Brona znajdują się źródła Markowego Potoku. W Izdebczyskach w 2000 r. odkryto stanowisko bardzo rzadkiej w Polsce rośliny – okrzynu jeleniego, występującego tylko w kilku miejscach na Babiej Górze i jednym w Beskidzie Śląskim. Roślina ta umieszczona jest w godle Babiogórskiego Parku Narodowego, a Izdebczyska w całości znajdują się w obrębie tego parku i są turystycznie niedostępne; szlak turystyczny prowadzi grzbietem powyżej Izdebczysk.